# Mausoleul lui Grigore Sturdza
Mausoleul lui Grigore Sturdza este un monument istoric situat în municipiul Iași, județul Iași. Este situat pe Str. Radu Vodă 1. Monumentul a fost construit în 1833. Figurează pe noua listă a monumentelor istorice sub codul LMI: IS-IV-m-A-04006.05.

## Imagini

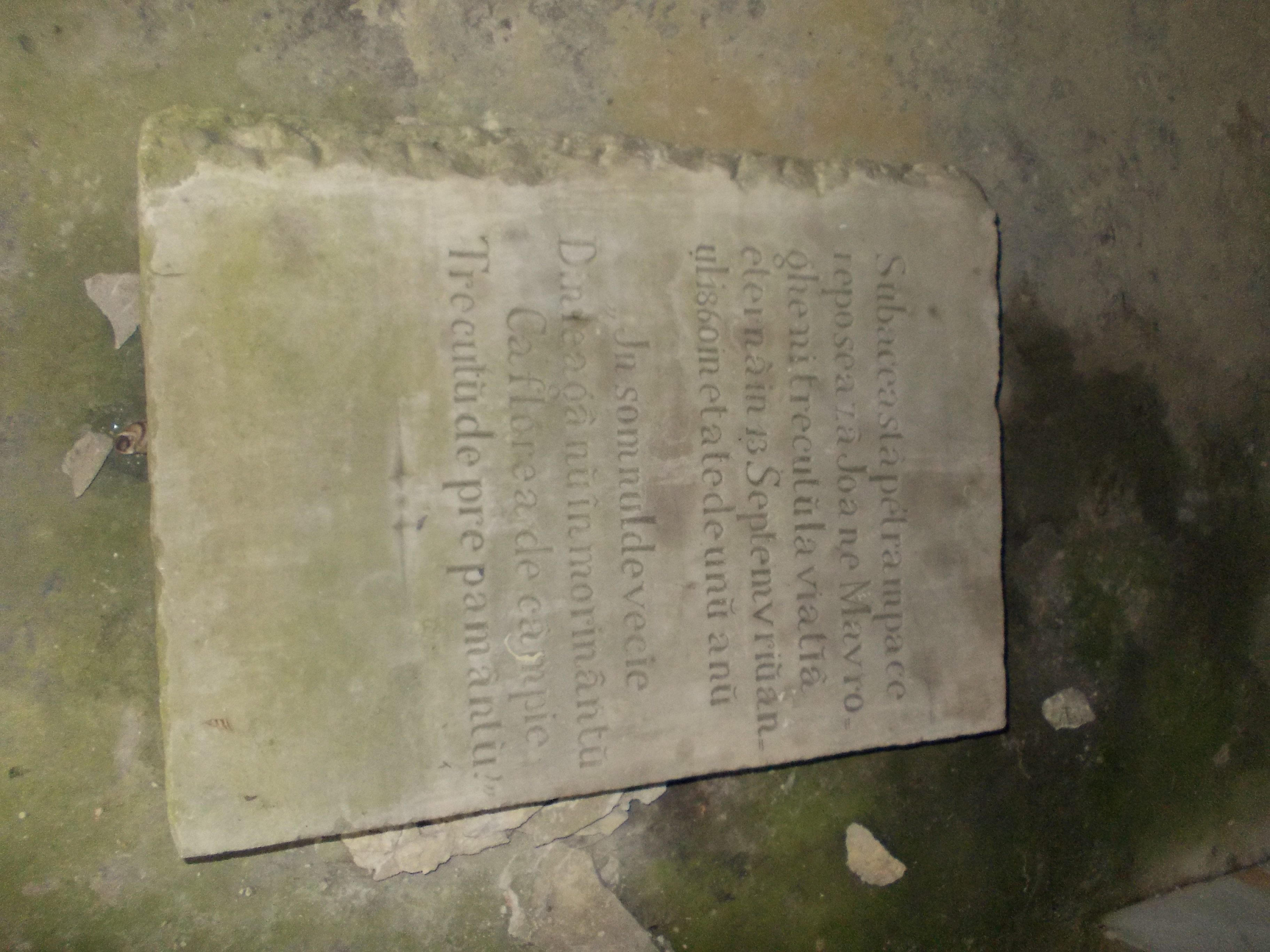
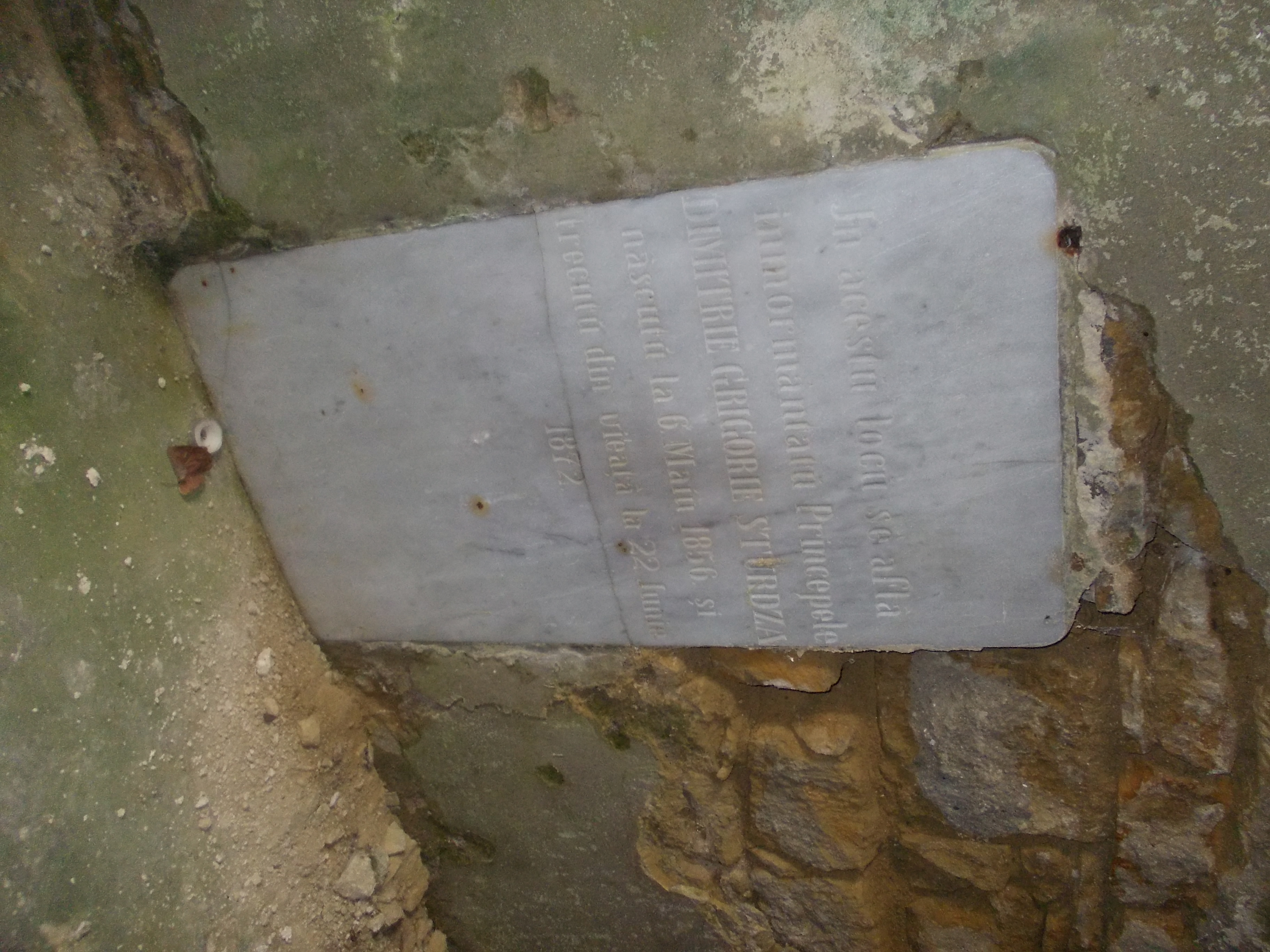
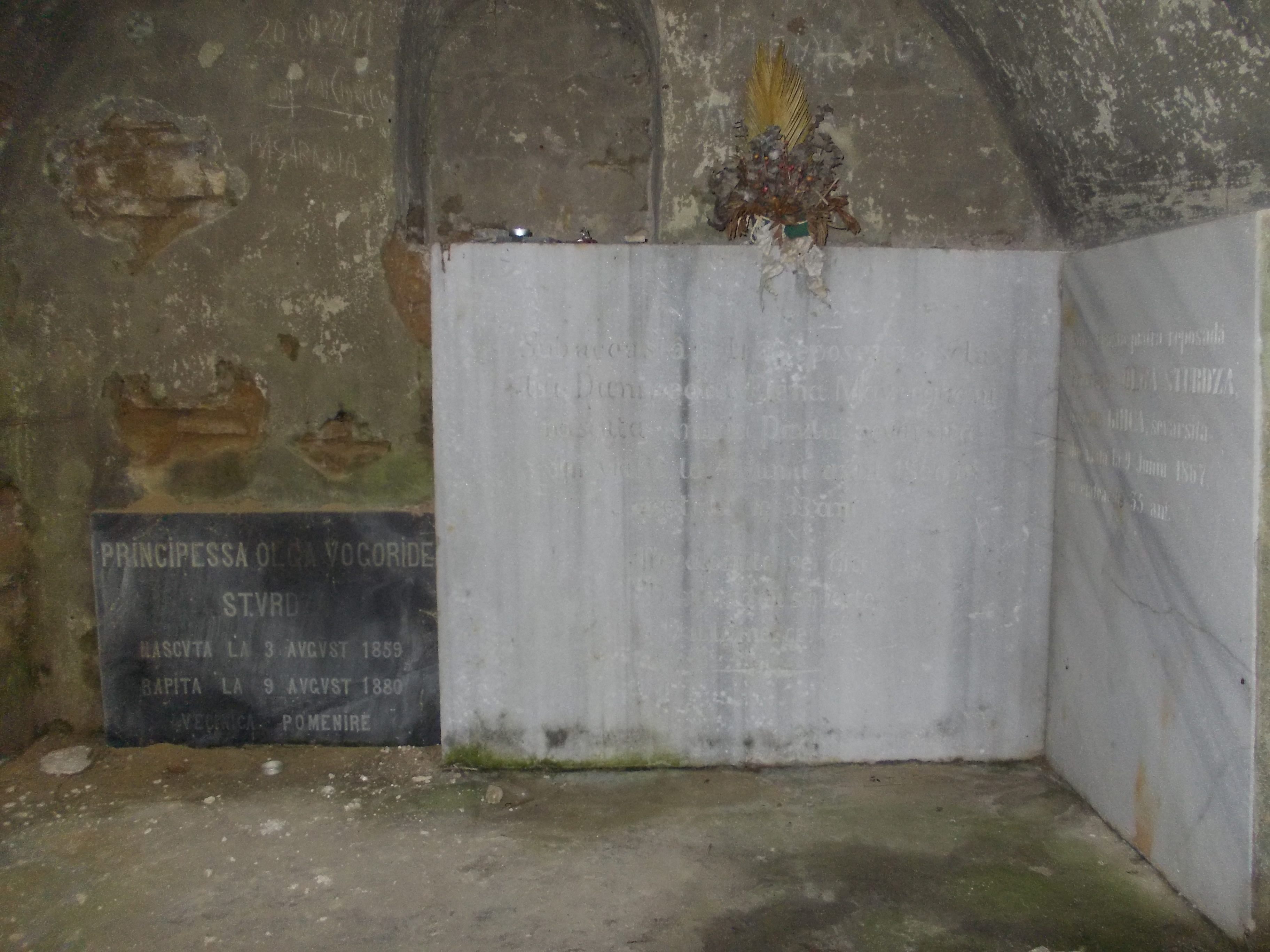
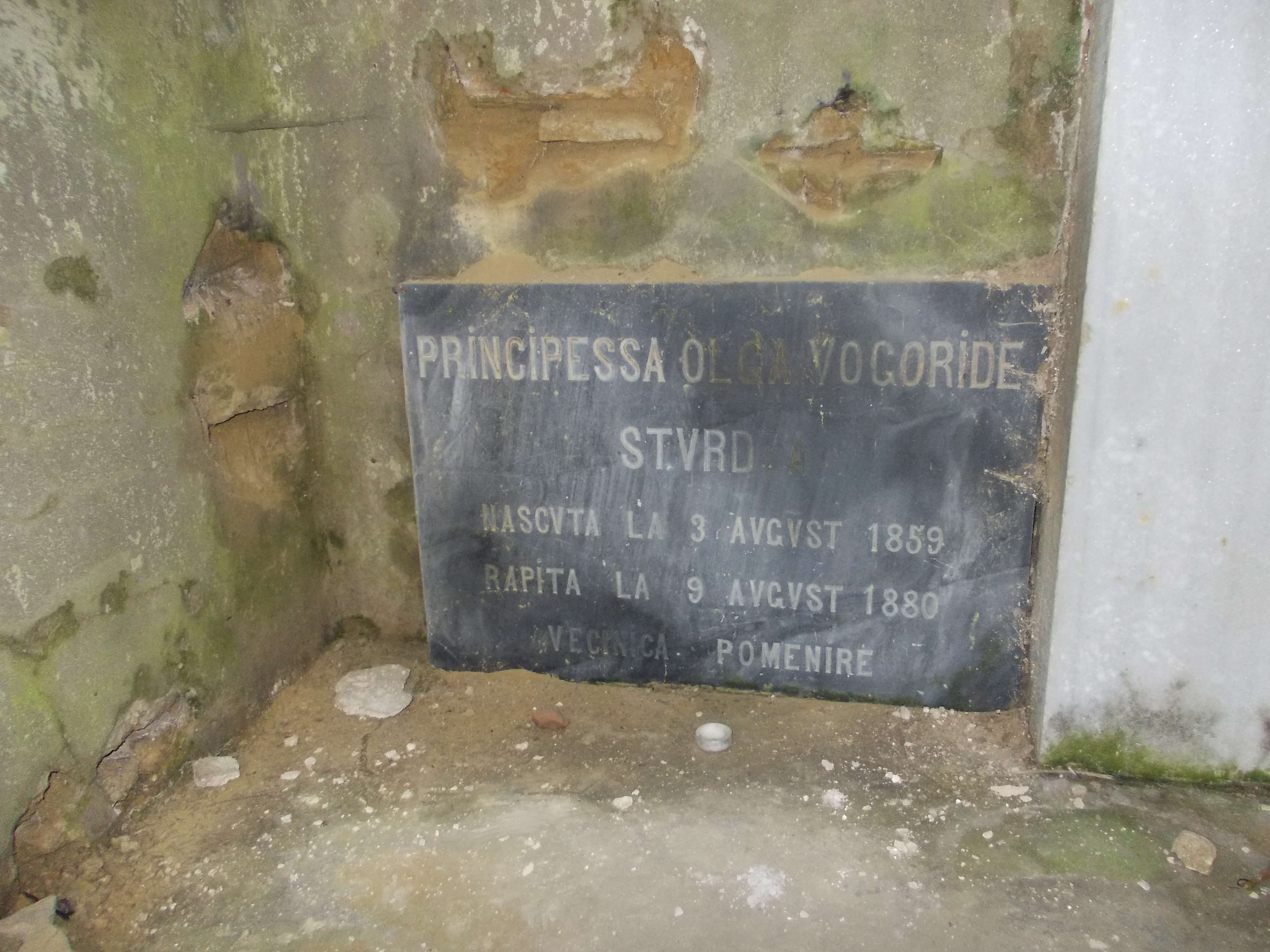
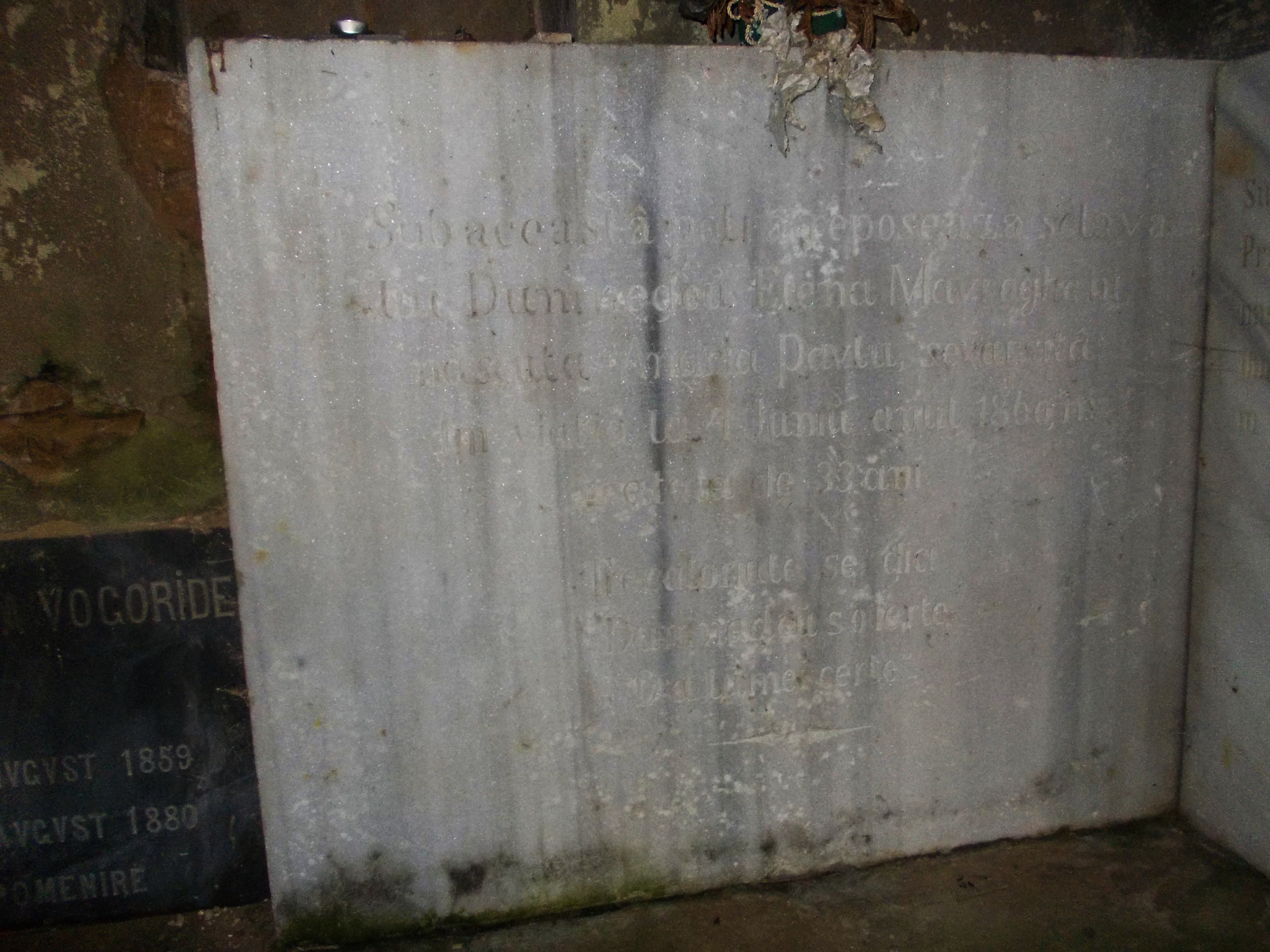
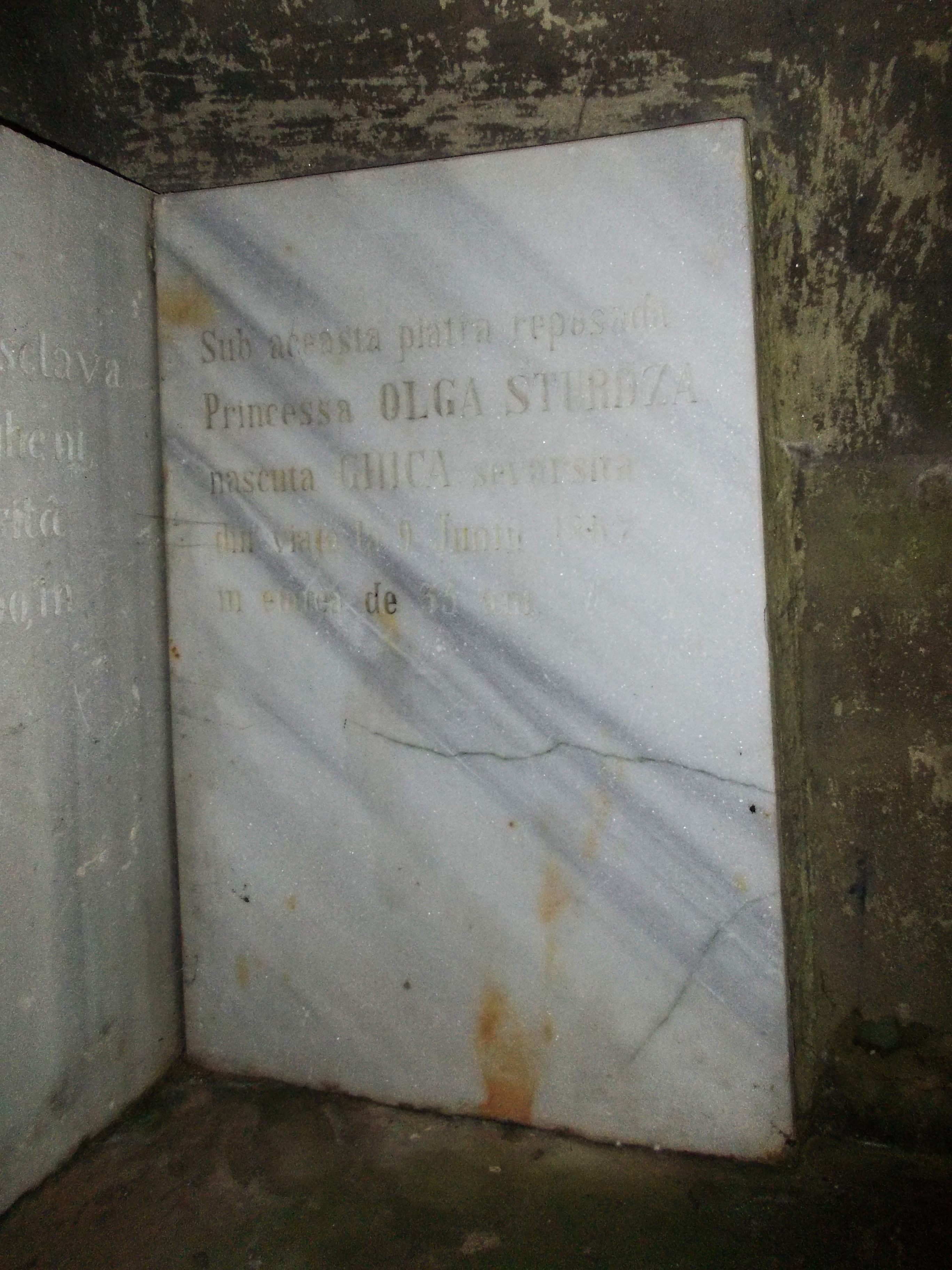
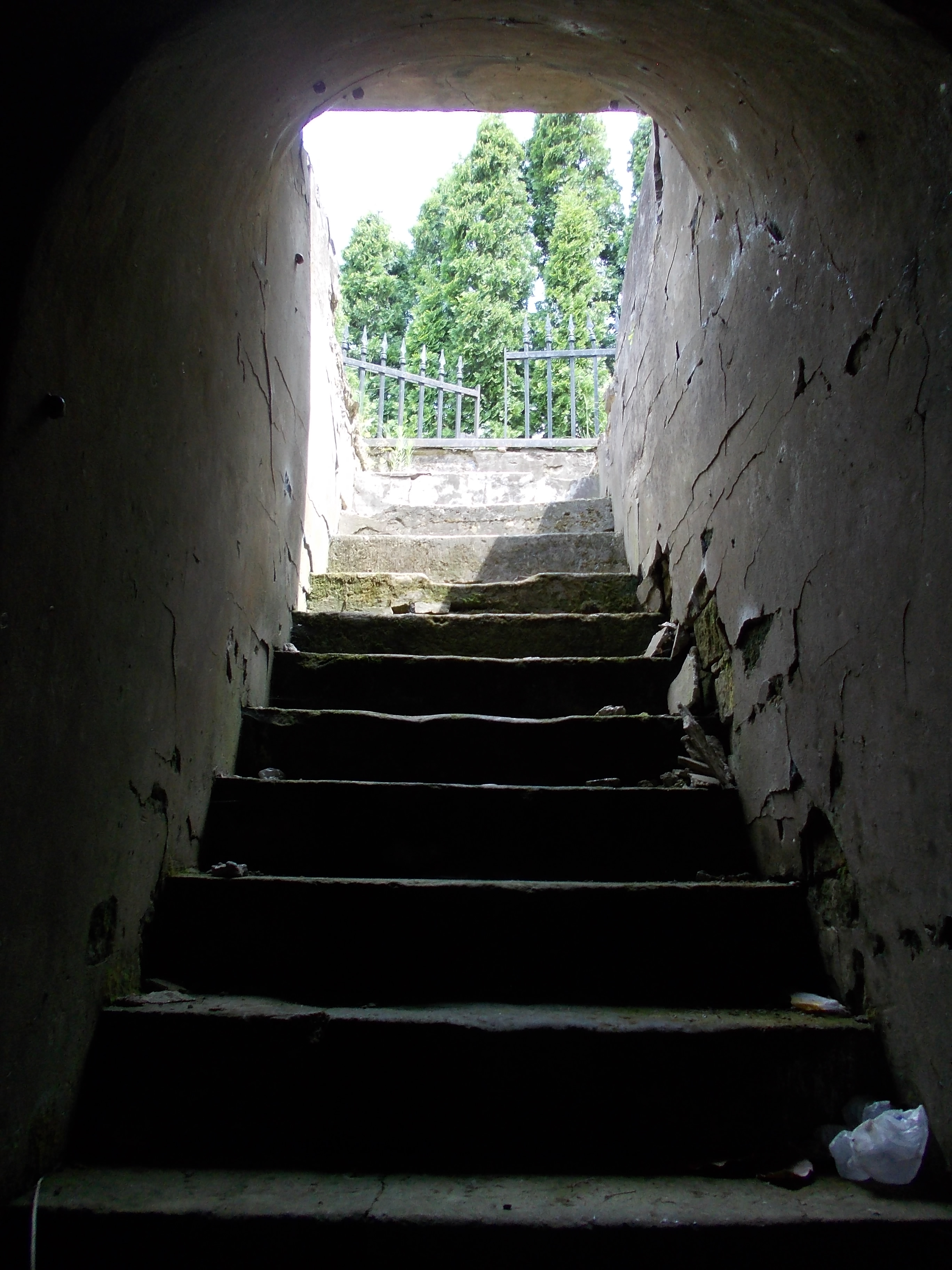
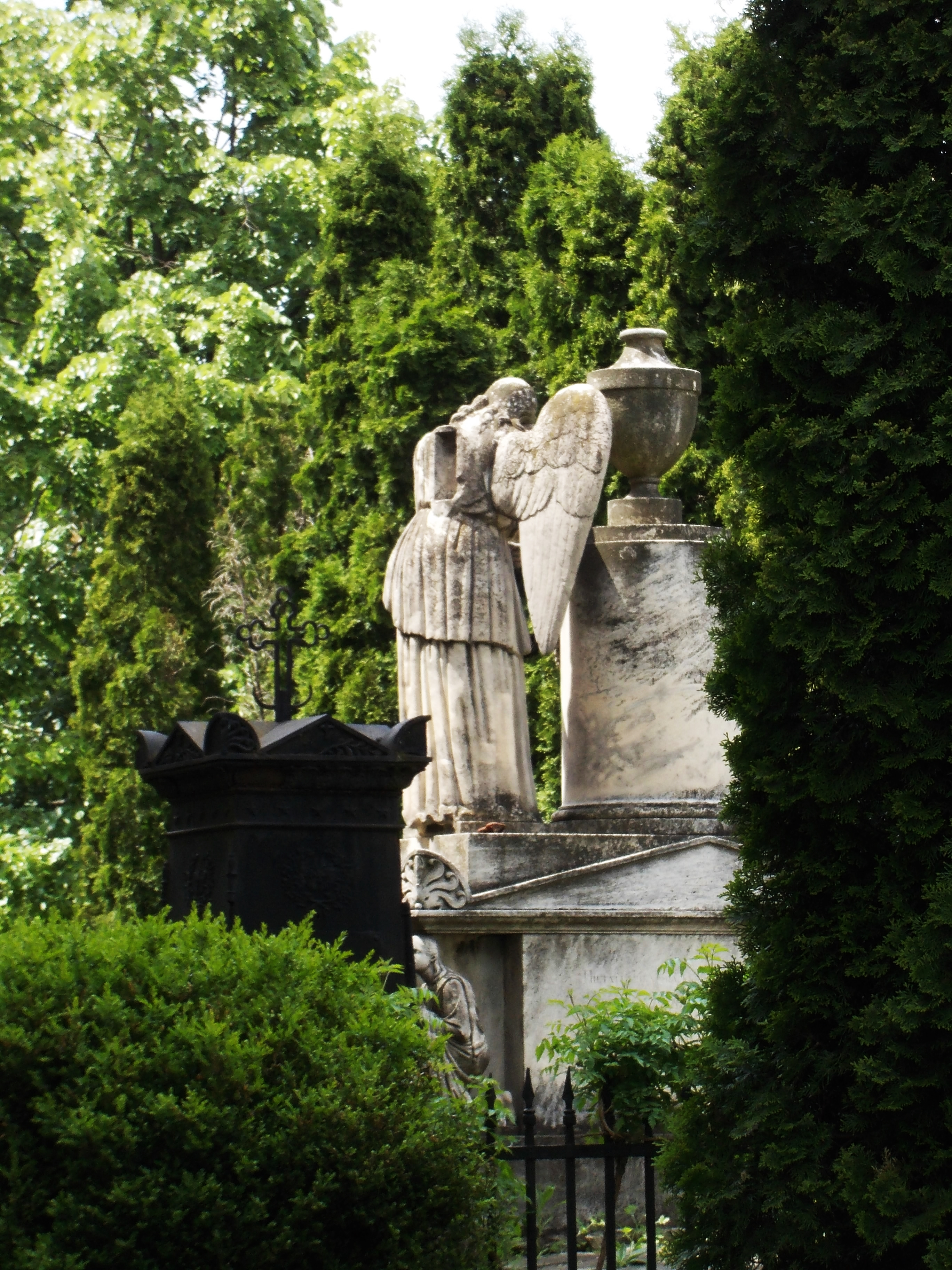